# HMS Hunter (D80)
Pour les autres navires du même nom, voir HMS Hunter.
Le porte-avions d'escorte USS Block Island (CVE-8) (à l'origine AVG-8, puis plus tard ACV-8), a été lancé le 22 mai 1942 du Chantier naval Ingalls de Pascagoula à Pascagoula. Il a été transféré au Royaume-Uni, il a été mis en service le 11 janvier 1943 sous le nom de HMS Hunter (D80), en prêt-bail pour la Royal Navy.

## Conception et description
Il y avait huit porte-avions d'escorte de classe Attacker en service dans la Royal Navy pendant la Seconde Guerre mondiale. Ils ont été construits entre 1941 et 1942 par le chantier naval Western Pipe & Steel et le Chantier naval Ingalls de Pascagoula aux États-Unis, tous deux construisant chacun quatre navires.
Le porte-avions avait une longueur totale de 150 mètres, un faisceau de 21,2 mètres, tirant d'eau de 7.9 mètres et un déplacement de 11 420 tonnes. Il était propulsé par deux chaudières "Foster Wheeler" et une turbine à vapeur de 8 500 chevaux, propulsant le navire à 18 nœuds (31 km/h). Leur équipage est composé de 646 hommes.
Les installations aéronautiques comprenaient une petite commande combinée pont-vol du côté tribord, deux ascenseurs pour aéronefs de 43 pieds (13,1 m) sur 34 pieds (10,4 m), une catapulte d'avion et neuf fils d'arrêt. Les aéronefs pourraient être logés dans le hangar de 260 pieds (79,2 m) sur 62 pieds (18,9 m) sous le poste de pilotage.
Son armement comprenait 2 canons de 5 pouces/38 calibres, de 4 pouces/50 calibres ou de 5 pouces/51 calibres, 8 mitrailleuses double 40 mm Bofors, 10 mitrailleuses double 20 mm Oerlikon. Il pouvait accueillir jusqu'à 18 avions, dont des Grumman F4F Wildcat, des Supermarine Seafire Chance Vought F4U Corsair ou Hawker Hurricane et des bombardiers-torpilleurs Fairey Swordfish ou des Grumman TBF Avenger.

## Service
Ce navire a été déposé le 15 mai 1941 sous le nom de SS Mormacpenn. Il a été transféré via le programme prêt-bail au Royaume-Uni en tant que HMS Trailer. Le 11 janvier 1943, le navire est renommé HMS Hunter (D80) pour la Royal Navy.
Il a effectué sa première traversée de l'Atlantique en tant que transporteur vers Casablanca pour y déposer des avions avant de partir pour le Royaume-Uni où il a subi des modifications de structure. Il a été affecté à la Flotte de la Méditerranée pour la couverture de l'invasion de Salerne en Italie (Opération Avalanche), puis au débarquement de Provence (Opération Anvil Dragoon). Puis il a rejoint le base de Trincomalee dans l'océan Indien, rejoignant l'Eastern Fleet. Il a participé à l'Opération Dracula.
En mars 1945, il est rattaché au 21st Aircraft Carrier Squadron (en). Il a participé à l' Opération Jurist et à l'Opération Tiderace en août 1945, pour la libération de la Malaisie et de Singapour sous occupation des forces japonaises.
Le navire a été remis aux États-Unis le 29 décembre 1945 et vendu au service marchand le 17 janvier 1947 sous le nom d' Almdijk. En octobre 1965, le navire a été vendu à la casse en Espagne.